# Imelda de’ Lambertazzi
Az Imelda de' Lambertazzi Gaetano Donizetti kétfelvonásos operája (opera seria). A szövegkönyvet Andrea Leone Tottola írta Gabriele Sperduti Imelda című színdarabja alapján. A művet 1830. szeptember 5-én mutatták be először a nápolyi Teatro di San Carlóban. Magyarországon még nem játszották.

## Szereplők
| Szereplő                                                 | Hangfekvés | Az ősbemutató szereposztása |
| -------------------------------------------------------- | ---------- | --------------------------- |
| Imelda Lambertazzi                                       | szoprán    | Antonietta Galzerani        |
| Bonifacio Geremei                                        | bariton    | Antonio Tamburini           |
| Lamberto                                                 | tenor      | Berardo Winter              |
| Orlando Lambertazzi                                      | tenor      | Giovanni Basadonna          |
| Ugo                                                      | basszus    | Michele Benedetti           |
| Ubaldo                                                   | basszus    | Gennaro Ambrosini           |
| Vásárlók, Lambertazzi követői, Geremei barátai, katonák. |            |                             |

## Cselekménye
A két bolognai nemesi család, a Lambertazzik és a Geremeik évek óta ellenséges viszonyban vannak, s ez megnehezíti Imelda és Bonifacio szerelmét. Imelda apja hallani sem akar házasságukról és megtiltja lányának, hogy találkozzon Bonifacióval. A fiúnak nem sikerül meggyőznie Imeldát, hogy meneküljenek el együtt a városból. Ekkor úgy dönt, hogy felkeresi Imelda apját és békét ajánl neki. Az idős Lamberto sértésként értékeli a fiú ajánlatát és dühében leszúrja az ifjút. Dulakodás tör ki Bonifacio kísérete és a Lambertazziak között.  A dulakodás közben Imelda megpróbál elszökni, de halálosan megsebesített bátyja véletlenül végez vele.